# The A-Team (film)
The A-Team är en amerikansk actionfilm från 2010 av Joe Carnahan med Liam Neeson, Bradley Cooper, Quinton Jackson och Sharlto Copley.
Filmen baserar sig på TV-serien med samma namn från 1983 och biopremiär i Sverige skedde den 9 juni 2010.

## Handling
Fyra amerikanska soldater som befinner sig i Irak skickas på ett uppdrag för att återta plåtar för utskrift av 100-dollarssedlar som använts för att skriva ut en miljard dollar. Efter att uppdraget har lyckats och de återvänder till basen blir deras befäl dödat i en explosion och plattorna stjäls av en annan agent. De ställs inför krigsrätt och alla fyra skickas till olika fängelser. 6 månader senare, får ledaren, Överste John Hannibal Smith (Liam Neeson) besök av en CIA-agent (Patrick Wilson) som berättar att han vet var mannen som tog plåtarna är och att han vill att Hannibal och hans män återtar det. Agenten hjälper Hannibal att fly, Hannibal fritar de andra och de beger sig i väg efter plattorna.

## Skådespelare (i urval)
- Liam Neeson - Överste John "Hannibal" Smith
- Bradley Cooper - Löjtnant Templeton "Face" Peck
- Quinton Jackson - Sergeant Bosco "B.A." Baracus
- Sharlto Copley - Kapten H.M. "Howling Mad" Murdock
- Patrick Wilson - Överste Lynch
- Jessica Biel - Kapten Charissa Sosa

## Om filmen
Filmen har varit på tapeten sedan 1990-talet men som flera gånger lagts på is på grund av oenigheter kring vad filmen skulle handla om och vem som skulle regissera filmen. John Singleton var ursprungligen tilltänkt som den som skulle stå för regin. I oktober 2008 uttalade sig Singleton om att han drog sig ur projektet. Efter många turer blev det till slut bekräftat att ett flertal skådespelare förde förhandlingar med filmbolaget 20th Century Fox om att vara med i filmen. Liam Neeson var en av dem.